# 랠프 곤살베스

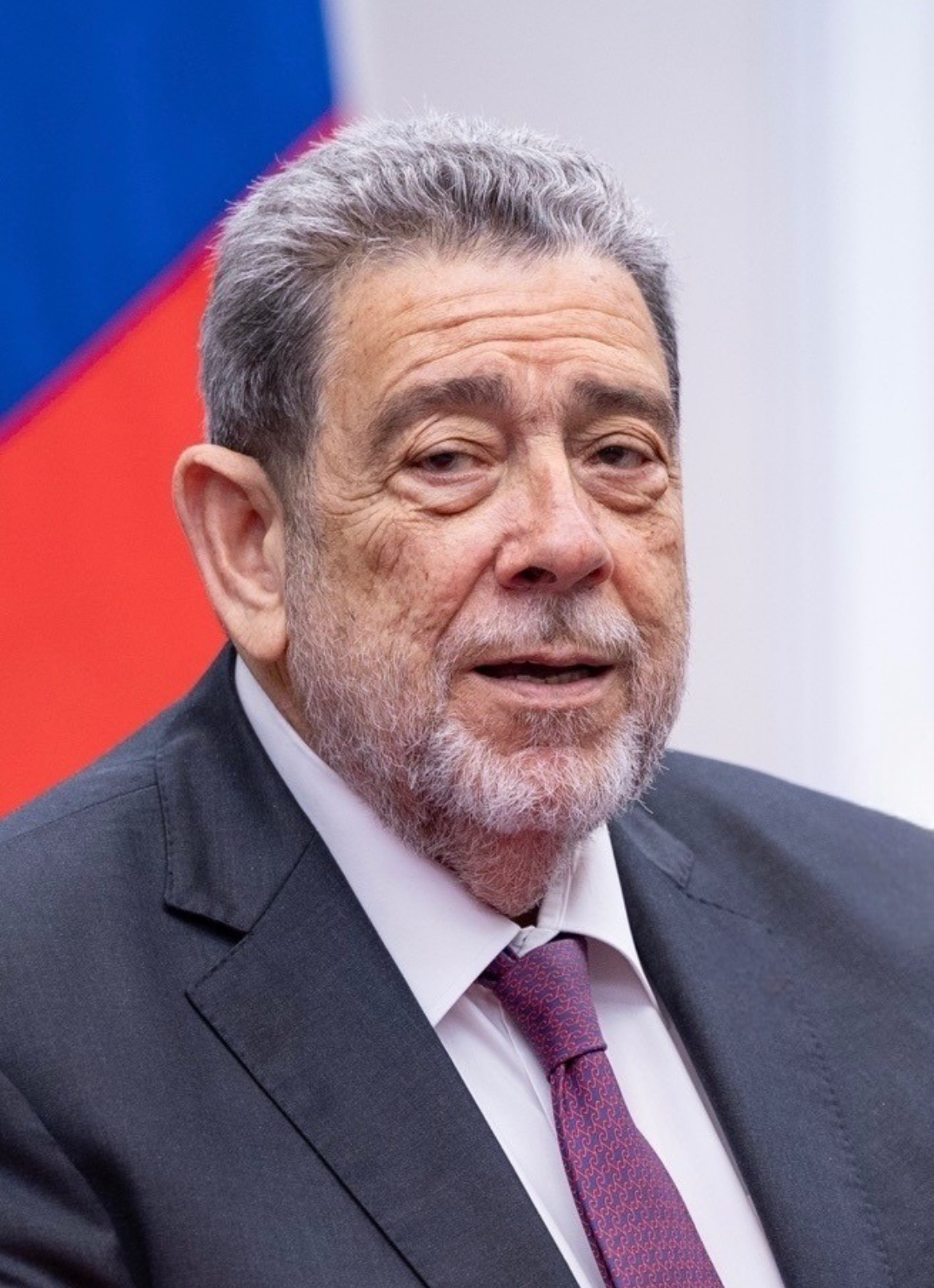
2024년 모습

랠프 곤살베스(Ralph Gonsalves, 본명: Ralph Everard Gonsalves, 1946년 8월 8일 출생)는 세인트빈센트 그레나딘의 정치인이다. 현재 세인트빈센트 그레나딘의 총리이자 통합 노동당(ULP)의 지도자이다.
곤살베스는 1979년 세인트 빈센트 그레나딘이 독립한 이후 가장 오랫동안 정부 수반으로 재직한 인물이다. 그는 자신의 정당이 2001년 총선에서 다수의 정부를 얻은 후 총리가 되었다. 세인트 빈센트 그레나딘 노동당과 국민통합운동이 통합된 이후 새로 건설된 ULP의 첫 번째 총리였다.
곤살베스는 1994년부터 노스센트럴윈드워드(North Central Windward) 선거구의 의원(MP)이었다. 1994년 노동당 통합당이 결성되자 그는 부대표가 되었고 1998년에는 당의 지도자가 되었다.
곤살베스를 지도자로 삼은 ULP는 1998년부터 2015년까지 모든 총선에서 대중 투표에서 과반수를 얻었지만 1998년 선거에서는 의회 의석의 과반수를 확보하지 못했다. 2020년에는 ULP가 선거에서 승리했지만 대중 투표에서는 승리하지 못했다. 2020년 11월 7일, 곤살베스는 5번째 총리직에 취임했다.
곤살베스는 현재 민주적으로 선출된 국가 지도자 중 가장 오랫동안 집권한 인물이다.